# Френсіс Бернард
Сер Френсіс Бернард, 1-й баронет (англ. Francis Bernard хрещений 12 липня 1712, Брайтвелл-кум-Сотвелл — 16 червня 1779 , Нижній Вінчендон) — британський колоніальний державний діяч, який займав пости губернатора провінцій Нью-Джерсі і Массачусетс-Бей. Його політика та тактика управління провінцією зіграли вирішальну роль у формуванні протесту проти методів управління колоніями британським парламентом в роки, які передували американській революції.
1758 року — призначений губернатором Нью-Джерсі. Змушений керувати провінцією під час франко-індіанської війни, в цілому зберігаючи позитивні відносини із законодавчою асамблеєю. 1760 року — Бернарду довірили пост губернатора провінції Массачусетс-Бей. У цій колонії відносини із законодавчою владою у Френсіса були натягнутими. Вже найперші дії нового губернатора повернули частину колоністів проти нього, а його негативна реакція на протести проти спроб парламенту обкладати колонії податками ще більше погіршили становище. Після чергових виступів в 1768 році Бернард почав просити в метрополії додаткові війська. 1769 року — губернатора зняли з поста після публікації кількох заміток в пресі, які негативно характеризували діяльність Бернарда.
Повернувшись до Англії, Бернард став радником британського уряду по колоніальним справах, закликаючи до жорсткої відповіді на дії в Массачусетсі, кульмінацією яких стало бостонське чаювання. Переніс інсульт в 1771 році та помер в 1779 році, залишивши велику родину.